# Biblioteca Gabriel García Márquez
La Biblioteca Gabriel García Márquez és una biblioteca pública situada al barri barceloní de Sant Martí de Provençals. Va ser inaugurada el 28 de maig de 2022. Està especialitzada en literatura llatinoamericana i rep el seu nom en honor a l'escriptor colombià Gabriel García Márquez, que va viure a la capital catalana entre 1967 i 1975 i hi va escriure El otoño del patriarca.

## Projecte
Els veïns del districte de Sant Martí reclamaven des de feia anys la construcció d'una biblioteca central, ja que l'única instal·lació que hi havia era la biblioteca Jaume Fuster, que ocupava la quarta planta del Centre Cívic i que data de la dècada del 1960. L'any 2015 es va licitar la construcció del nou equipament, que va ser concedit per concurs públic a SUMA Arquitectura, estudi liderat per Elena Orte i Guillermo Sevillano.
Les obres es van iniciar en febrer de 2019 i es va inaugurar el 28 de maig de 2022.

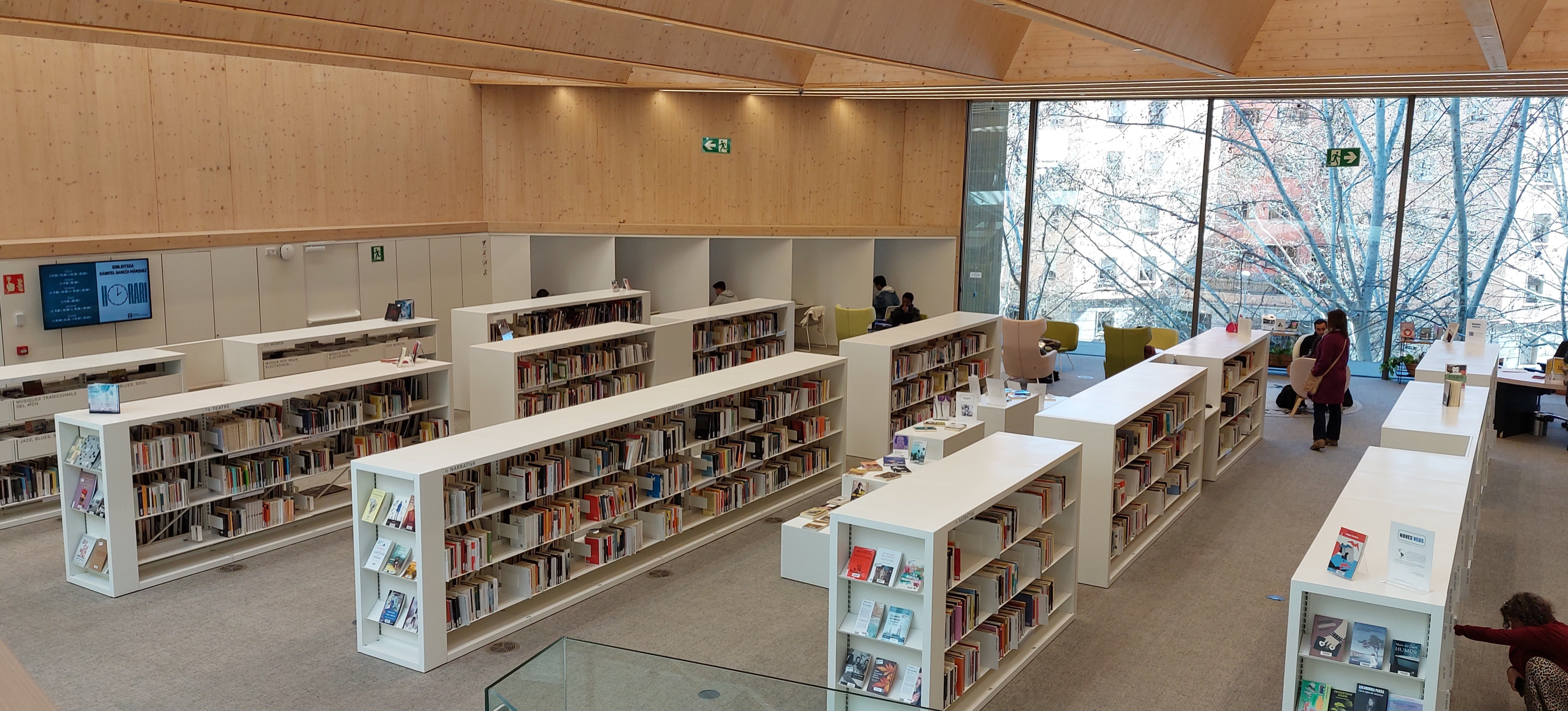

L'edifici consta de sis plantes i gairebé 4.000 m², i és la tercera més gran de Barcelona. Destaca l'ús de la fusta per tot l'edifici, un material que proporciona un ambient acollidor i contribueix en el propòsit de reduir la petjada ambiental del centre. La seva aparença des de l'exterior evoca una pila de llibres oberts.

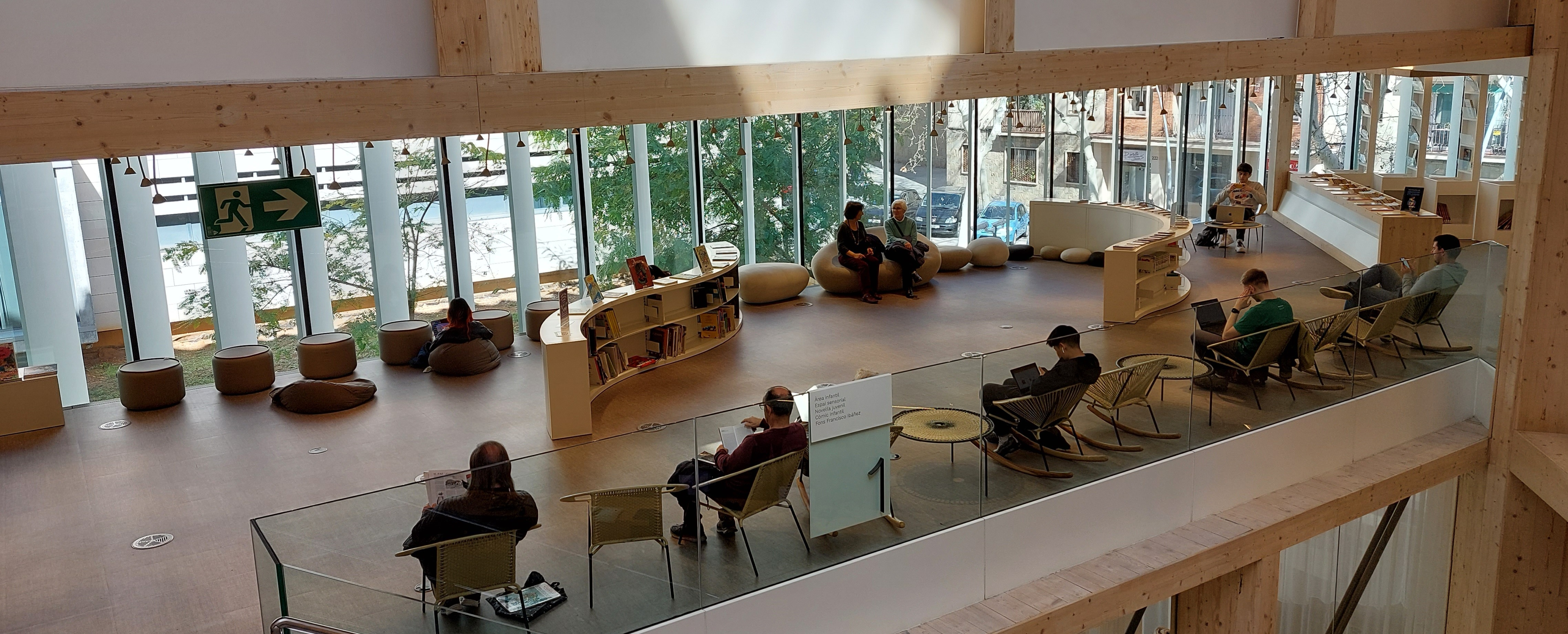

Al 2024 uns defectes en l'estructura obligaren a realitzar una reparació pressupostada en gairebé 400.000€.

## Galeria d'imatges

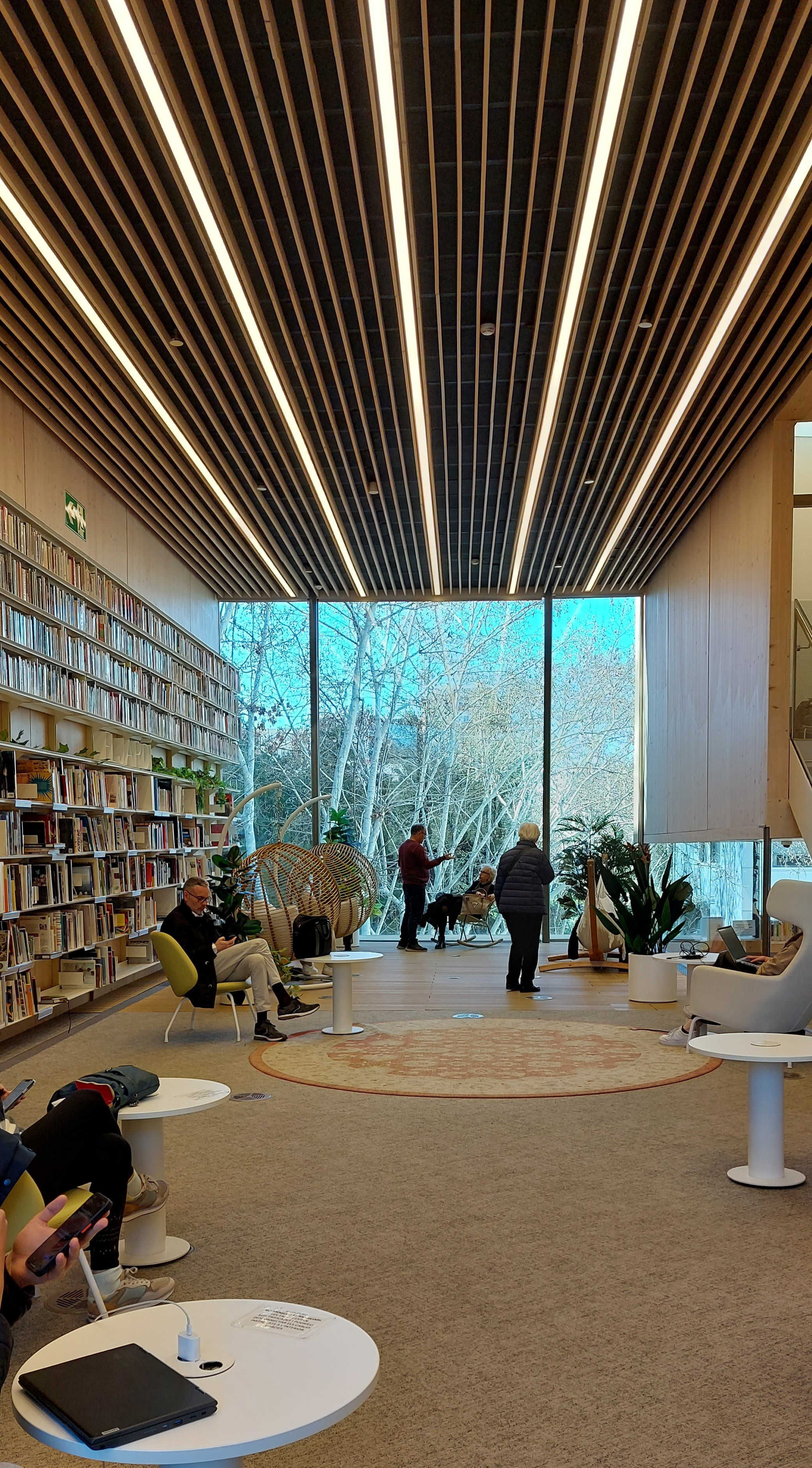
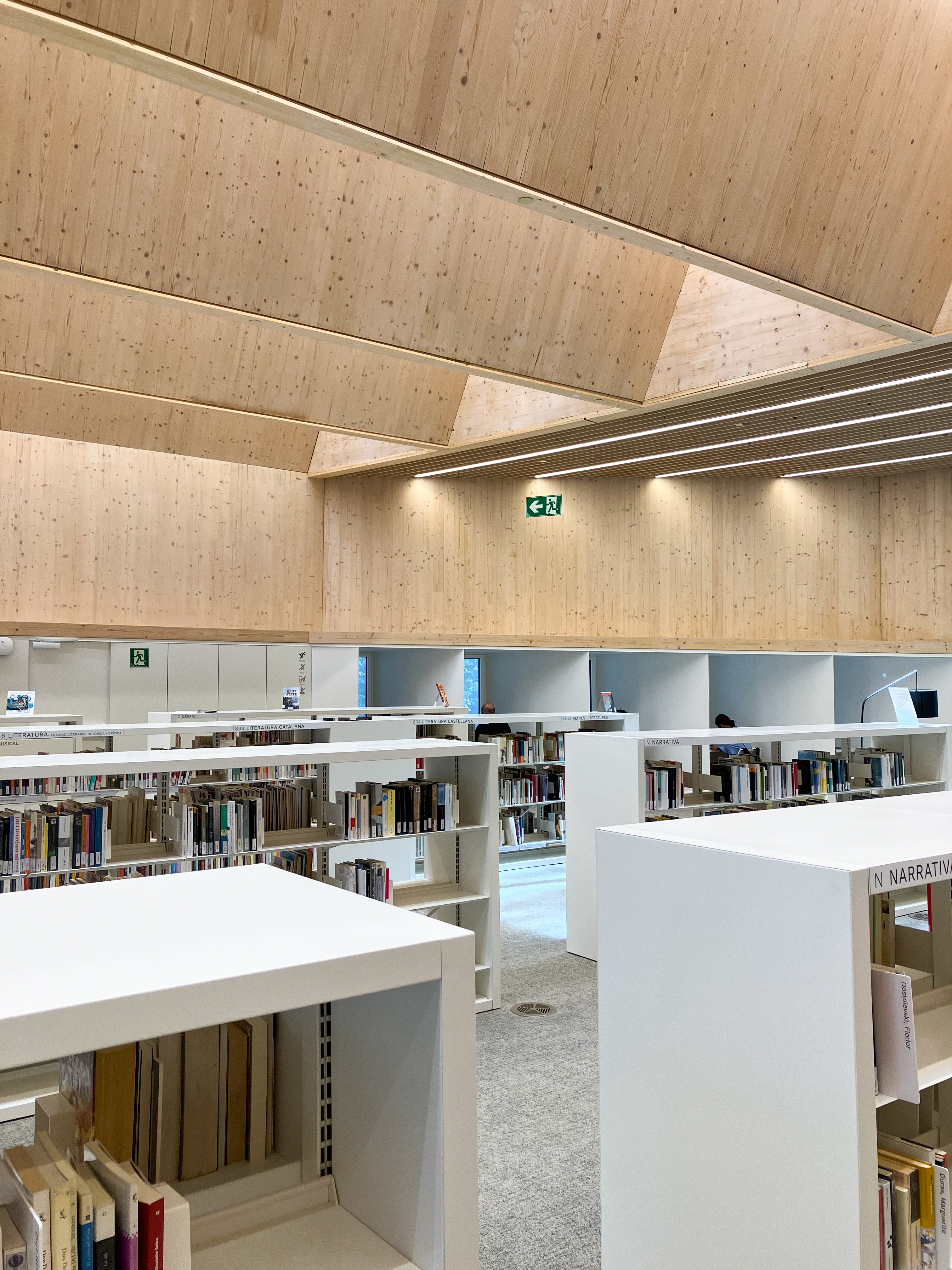
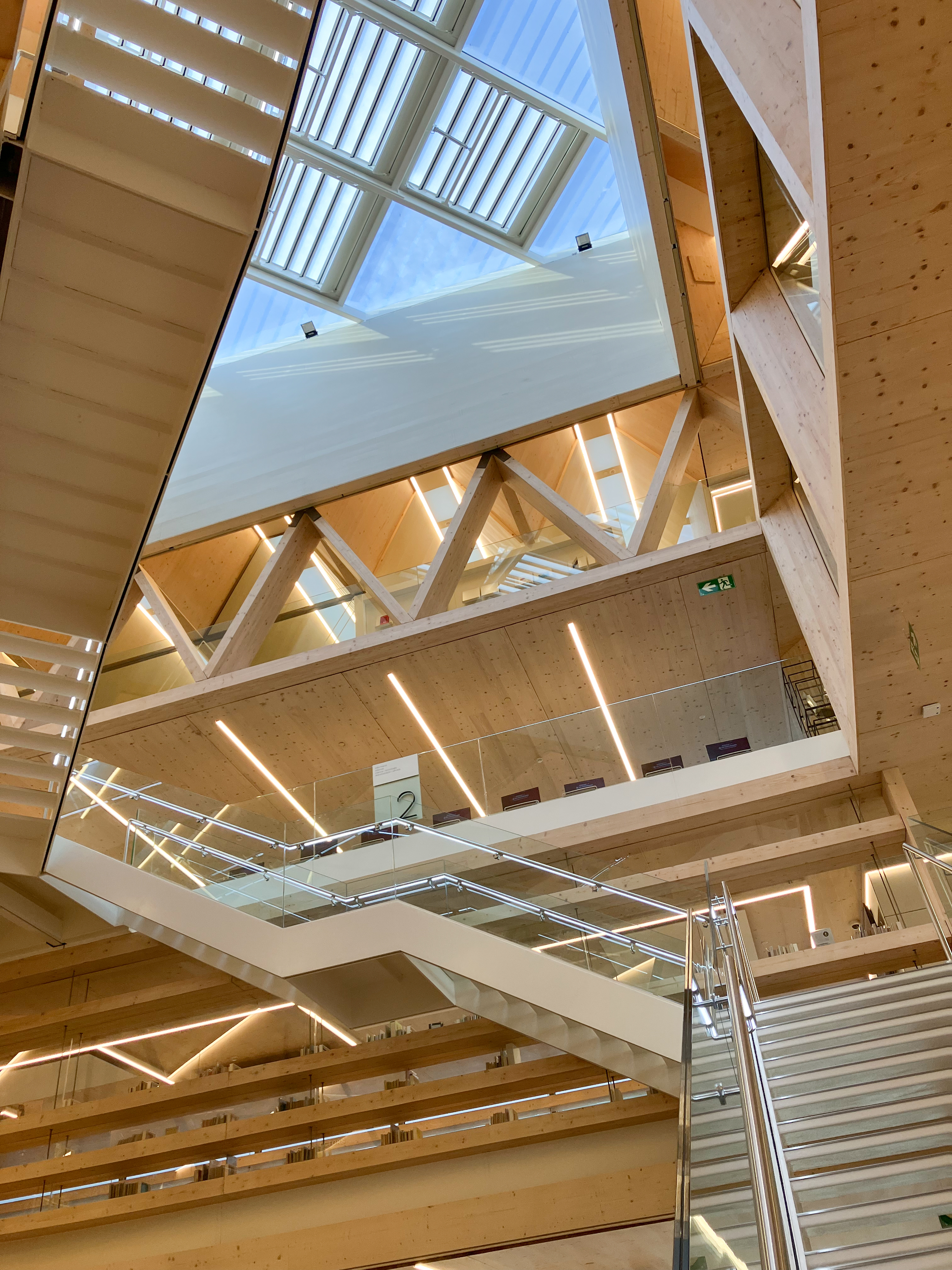
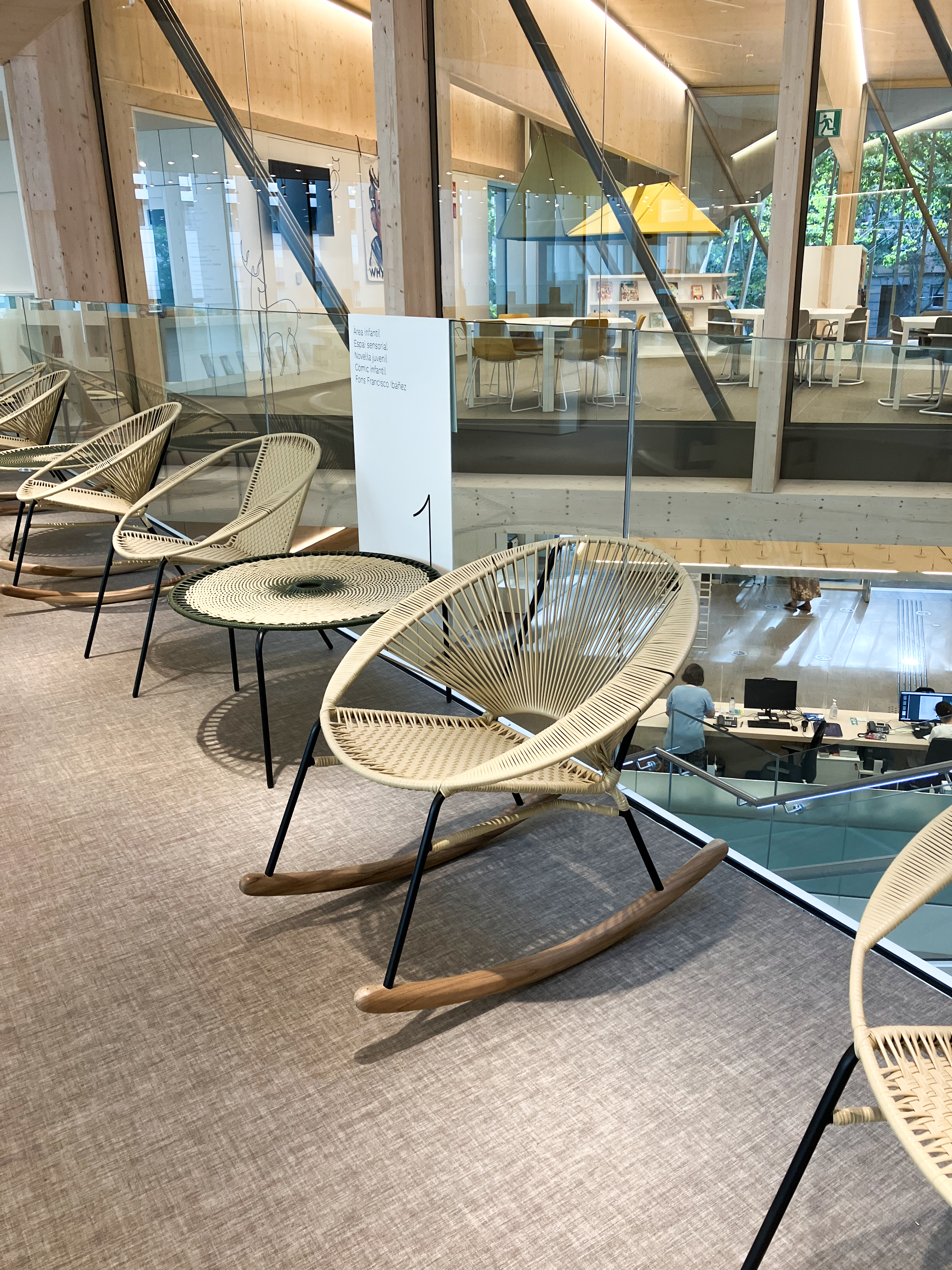

## Serveis
El fons documental de la García Márquez era, en el moment de la seva inauguració, de 40.000 llibres. La biblioteca està especialitzada en literatura llatinoamericana i, entre d'altres activitats, organitza des de la seva inauguració el festival anual "KM Amèrica". També hi ha un espai dedicat a l'autor de còmics Francisco Ibáñez -veí del barri-, que acull el fons de l'artista, amb prop de 500 obres.

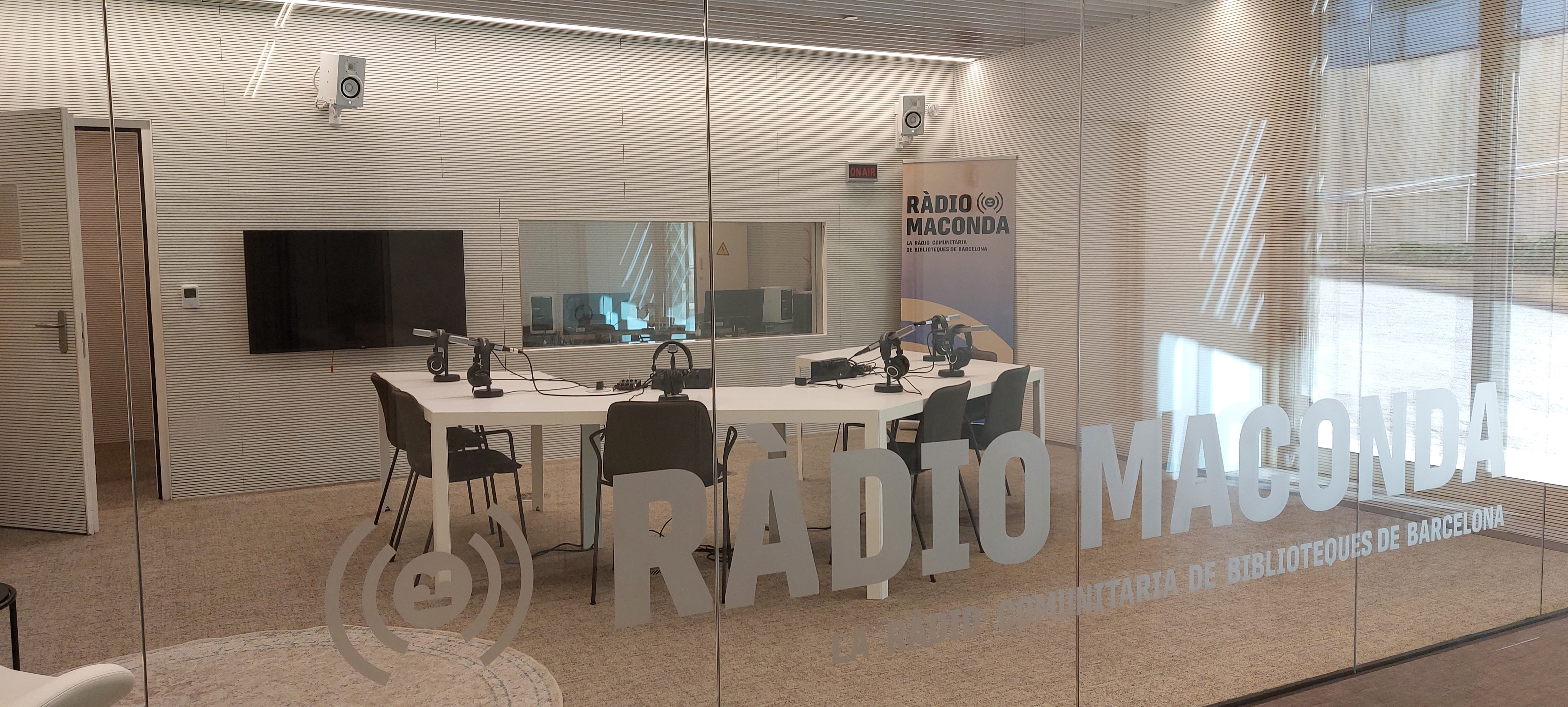
Interior de l'edifici. Ràdio Maconda

A més, el recinte incorpora una emissora de ràdio —Ràdio Maconda, l'única en una biblioteca de la ciutat—, espais polivalents, sales de lectura individuals, una àrea infantil i una sala sensorial, pensada per als usuaris amb discapacitat visual.

## Premis

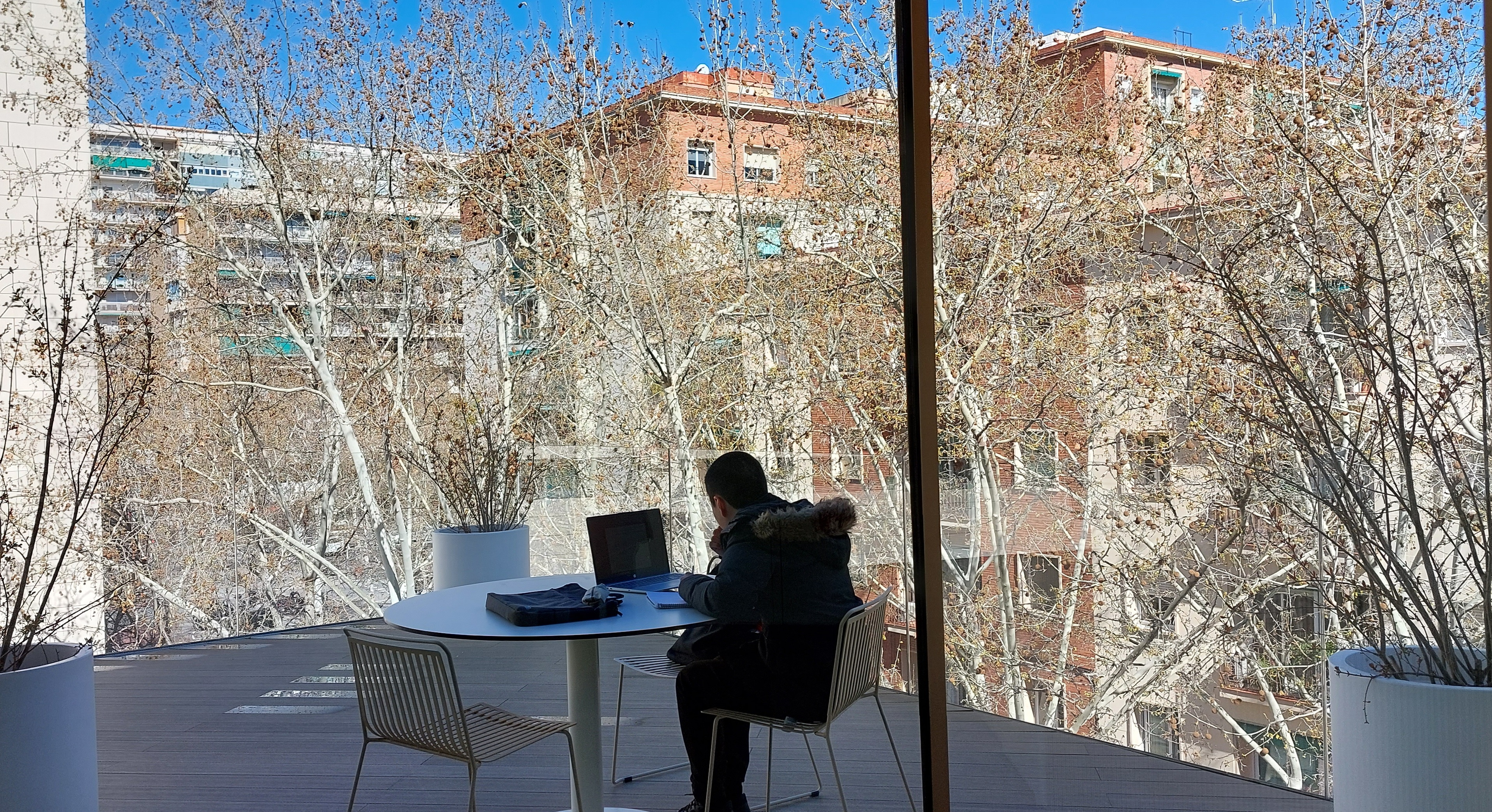
Terrassa

El novembre de 2022, la biblioteca va rebre el premi al millor equipament, entregat per la Revista NAN. El gener de 2023, va ser guardonada pel consistori barceloní amb el Premi Ciutat de Barcelona en arquitectura i urbanisme.
L'agost de 2023 va rebre el Premi internacional a la Millor Biblioteca Pública, guardó atorgat per la Federació Internacional d'Associacions i Institucions Bibliotecàries (IFLA) entre els espais inaugurats durant l'any precedent.
L'octubre del mateix any també va rebre el Premi FAD d'arquitectura, en la 65a edició, ex-aequo amb la Reggio School de Madrid.
A l'abril de 2024 –i lliurament el 14 de maig– li ha estat concedit el Premi d'Arquitectura Contemporània Mies van der Rohe, entre 362 obres que optaven a aquest guardó.